# Alfonso Martínez
Alfonso Martínez, né le 24 janvier 1937 à Saragosse et décédé le 17 avril 2011, est un basketteur espagnol.

## Club
- 1953-1955 :  FC Barcelone
- 1955-1956 :  Aismalíbar Montcada
- 1956-1958 :  Real Madrid
- 1958-1961 :  FC Barcelone
- 1961-1962 :  Joventut de Badalona
- 1962-1966 :  Picadero Jockey Club
- 1966-1972 :  Joventut de Badalona
- 1972-1975 :  UE Mataró
- 1975-1976 :  CB Breogán

## Palmarès

### Club
compétitions nationales 
- Champion d'Espagne 1957, 1958 avec Real Madrid, 1959 avec le FC Barcelone et 1967 avec la Joventut de Badalona.
- Vainqueur de la Coupe d'Espagne 1957 (Real Madrid), 1959 (FC Barcelone), 1964 (Picadero), 1969 (Joventut de Badalona).